# Plateau United FC
El Plateau United Football Club of Jos (o Plateau United) és un club de futbol nigerià de la ciutat de Jos. El seu rival ciutadà és Mighty Jets.
Va ser fundat el 1975 amb el nom JIB Strikers FC, que mantingué fins 1991.

## Palmarès
- Lliga nigeriana de futbol:[5][1]
  - 2017

- Copa nigeriana de futbol:[6]
  - 1999